# محمد الغرياني
محمد الغرياني (بالفرنسية: Mohamed Ghariani)‏ ولد في 13 أغسطس 1962 في القيروان (تونس)، هو سياسي تونسي.

بعد تقلده عدة مناصب سياسية، أصبح 2008 أمين عام التجمع الدستوري الديمقراطي، وواصل في هذا المنصب حتى حل الحزب في 9 مارس 2011 بعد الثورة التونسية، أين تم توقيفه في 11 أبريل 2011 بتهمة إساءة استخدام السلطة والاختلاس في إدارة التجمع. أطلق سراحه في 10 يوليو 2013 وتم منعه من الظهور في الأماكن العامة.
في ديسمبر 2020، عيّنه راشد الغنوشي رئيس البرلمان «آنذاك» مكلفًا بمأمورية (مستشار) في ديوان رئيس مجلس نواب الشعب.

## السيرة الذاتية

### التتبع القضائي
في 9 فبراير 2011، قام 24 محامي بتقديم شكوى ضد 10 من قيادات النظام القديم بسبب مسؤولياتهم ضمن التجمع الدستوري الديمقراطي، وهم الغرياني وعبد الله القلال ورضا شلغوم وعبد الرحيم الزواري وزهير المظفر والشاذلي النفاتي وعبد العزيز بن ضياء وحامد القروي وكمال مرجان وعبد الوهاب عبد الله، وكل الذين يسكشف عنهم التحقيق. تم فتح تحقيق قضائي في حقهم لدى المحكمة الابتدائية بتونس، بتهم متصلة بنشاطاتهم ومسؤولياتهم الحزبية: الاختلاس والابتزاز والسرقة وإساءة استخدام السلطة التي أضرت بالإدارة. طلب وكيل الجمهورية في 21 فبراير بإصدار المذكرات القضائية اللازمة، وكلف القاضي لدى المحكمة الابتدائية المنذر بن جعفر بالتحقيق. اتهم محمد الغرياني بإساءة استخدام السلطة والاختلاس في إدارة التجمع، بينما قال محاموه أن منصبه في التجمع لا يسمح له بالتصرف في الأمور المالية. تم توقيفه في 11 أبريل 2011. 

بعد توقيفه وسجنه في 11 أبريل 2011، ثم تم سماعه في 6 يونيو 2012 بمحكمة الناحية بجندوبة في قضية استغلال نفوذ، ولكن تركته المحكمة في حالة سراح في هذه القضية، ولكن بقي مسجون في إطار قضايا أخرى. 

في 10 يوليو 2013، تم إطلاق سراحه بعد قرار من محكمة الاستئناف بتونس، ولكن تم منعه من السفر والظهور في الأماكن العامة.
انضم إلى حزب تحيا تونس بزعامة يوسف الشاهد، لكنه استقال في 2 نوفمبر 2020 ليتفرغ لمنصبه الجديد كمستشار لرئيس البرلمان.

### التشريفات
تلقى محمد الغرياني الأوسمة التالية:
- وسام الجمهورية برتبة ضابط.
- وسام السابع من نوفمبر بربتة ضابط.
- وسام الاستحقاق برتبة ضابط كبير.

## الحياة الخاصة
محمد الغرياني متزوج وله بنتين.